# Andrejówka
Andrejówka, Firlejówka (ukr. Андріївка, Andrijiwka) – wieś na Ukrainie, w obwodzie lwowskim, w rejonie złoczowskim, w hromadzie Krasne, nad rzeką Gołogórką, w pobliżu linii kolejowej Krasne-Złoczów. W 2021 roku liczyła 1500 mieszkańców.

## Historia
Miejscowość została założona pod nazwą Marmuszowice i była wzmiankowana po raz pierwszy w 1470 roku. W 1578 roku wieś została zniszczona w wyniku najazdu tatarskiego. Odbudowane miasteczko przemianowano w 1630 roku na Firlejówkę. W 1649 roku miejscowość ponownie ucierpiała po kolejnym najeździe Tatarów.
W czasie wojny polsko-bolszewickiej, 6 września 1920 roku w okolicach wsi odbyła się bitwa, w której udział wzięli gimnazjaliści Gimnazjum w Jaśle i uczniowie z Krosna oraz z Tarnowa w składzie III batalionu 16 pułku piechoty. W dniach 7-8 września 1920 roku walczyły tam także oddziały piechoty z Ziemi Tarnowskiej.
W 1946 roku Firlejówkę (ukr. Ферліївка, Ferlijiwka) przemianowano na Andrejówkę. W 2016 roku przywrócono pierwotną nazwę Marmuszowice (ukr. Мармузовичі, Marmuzowyczi), a w 2021 roku ponownie zmieniono ją na Andrejówka.
Do 19 lipca 2020 r. w rejonie buskim. 